# Victor Jory
Pour les articles homonymes, voir Jory.

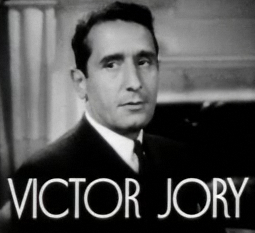
Dans First Lady (1937)

Victor Jory est un acteur canadien, né à Dawson City (Yukon) le 23 novembre 1902, mort à Santa Monica (Californie) le 12 février 1982.

## Biographie
Il apparaît au cinéma dans 185 films de 1930 à 1980 et à la télévision (séries et téléfilms) entre 1950 et 1980.
Au théâtre, il joue dans des pièces à Broadway de 1943 à 1950.
Pour sa contribution au cinéma, une étoile lui est dédiée sur le Walk of Fame d'Hollywood Boulevard.

## Filmographie partielle

### Au cinéma
- 1930 : Les Renégats (Renegades) de Victor Fleming (non crédité)
- 1932 : The Pride of the Legion de Ford Beebe
- 1932 : Handle with Care de David Butler
- 1933 : Second Hand Wife d'Hamilton MacFadden
- 1933 : La Foire aux illusions (State Fair) de Henry King
- 1933 : Sailor's Luck de Raoul Walsh
- 1933 : Infernal Machine de Marcel Varnel
- 1933 : Trick for Trick (en) d'Hamilton MacFadden
- 1933 : I Loved You Wednesday de Henry King
- 1933 : The Devil's in Love de William Dieterle
- 1933 : My Woman de Victor Schertzinger
- 1933 : Smoky d'Eugene Forde
- 1934 : I Believed in You de Irving Cummings
- 1934 : Madame du Barry de William Dieterle
- 1934 : C'était son homme (He Was her Man) de Lloyd Bacon
- 1934 : Murder in Trinidad de Louis King
- 1934 : Pursued de Louis King
- 1934 : Mills of the Gods de Roy William Neill
- 1934 : White Lies de Leo Bulgakov
- 1935 : Allô, j' écoute (Party Wire) d'Erle C. Kenton
- 1935 : Le Songe d'une nuit d'été (A Midsummer Night's Dream) de William Dieterle et Max Reinhardt
- 1935 : Streamline Express de Leonard Fields
- 1935 : Escape from Devil's Island (en) d'Albert S. Rogell
- 1935 : Too Tough to Kill de D. Ross Lederman
- 1936 : Hell Ship Morgan de D. Ross Lederman
- 1936 : Sa Majesté est de sortie (The King Steps Out) de Josef von Sternberg
- 1936 : Meet Nero Wolfe d'Herbert Biberman
- 1937 : Bulldog Drummond aux abois (Bulldog Drummond at Bay) de Norman Lee
- 1937 : First Lady de Stanley Logan
- 1938 : Les Aventures de Tom Sawyer (The Adventures of Tom Sawyer) de Norman Taurog
- 1939 : Blackwell's Island de William C. McGann et Michael Curtiz
- 1939 : Les Ailes de la flotte (Wings of the Navy) de Lloyd Bacon
- 1939 : Susannah (Susannah of the Mounties) de William A. Seiter et Walter Lang
- 1939 : À chaque aube je meurs (Each Dawn I Die) de William Keighley
- 1939 : Les Conquérants (Dodge City) de Michael Curtiz
- 1939 : Women in the Wind de John Farrow
- 1939 : Man of Conquest de George Nichols Jr.
- 1939 : I Stole a Million de Frank Tuttle
- 1939 : Call a Messenger d'Arthur Lubin
- 1939 : Autant en emporte le vent (Gone with the Wind) de Victor Fleming, George Cukor et Sam Wood
- 1940 : Le Fantôme du cirque (The Shadow) de James W. Horne
- 1940 : Knights of the Range de Lesley Selander
- 1940 : The Light of Western Stars de Lesley Selander
- 1940 : The Lone Wolf Meets a Lady de Sidney Salkow
- 1940 : River's End de Ray Enright
- 1940 : Girl from Havana (en) de Lew Landers
- 1940 : Cherokee Strip de Lesley Selander
- 1940 : L'Archer vert (en) (The Green Archer) de James W. Horne
- 1940 : Give Us Wings de Charles Lamont
- 1940 : La Femme aux cheveux rouges (Lady with Red Hair) de Curtis Bernhardt
- 1941 : Secrets of the Lone Wolf d'Edward Dmytryk
- 1941 : Bandits d'honneur (en) (Bad Men of Missouri) de Ray Enright
- 1941 : Charlie Chan à Rio (en) (Charlie Chan in Rio) de Harry Lachman
- 1943 : La Justice du lasso (Hoppy Serves a Writ) de George Archainbaud
- 1943 : The Unknown Guest de Kurt Neumann
- 1943 : Le Cavalier du Kansas (The Kansan) de George Archainbaud
- 1948 : Le Chevalier belle-épée (The Gallant Blade) de Henry Levin
- 1948 : Les Amours de Carmen (The Loves of Carmen) de Charles Vidor
- 1949 : Secret de femme (A Woman's Secret) de Nicholas Ray
- 1949 : Les Chevaliers du Texas (South of St. Louis) de Ray Enright
- 1949 : Canadian Pacific d'Edwin L. Marin
- 1949 : L'Homme de Kansas City (Fighting Man of the Plains) d'Edwin L. Marin
- 1950 : La Capture (The Capture) de John Sturges
- 1950 : La Piste des caribous (The Cariboo Trail) d'Edwin L. Marin
- 1951 : La Caverne des hors-la-loi (en) (Cave of Outlaws) de William Castle
- 1951 : Le Chevalier au masque de dentelle (The Highwayman) de Lesley Selander
- 1952 : Les Flèches brûlées (Flaming Feather) de Ray Enright
- 1952 : Le Fils d'Ali Baba (Son of Ali Baba) de Kurt Neumann
- 1952 : Le Shérif de Tombstone (Toughest Man in Arizona) de R. G. Springsteen
- 1953 : Le Déserteur de Fort Alamo (The Man from the Alamo) de Budd Boetticher
- 1953 : Cat-Women of the Moon (en) d'Arthur Hilton
- 1954 : La Vallée des rois (Valley of the Kings) de Robert Pirosh
- 1956 : Manfish de W. Lee Wilder
- 1956 : Les Amours d'une canaille (en) (Death of a Scoundrel) de Charles Martin
- 1957 : Le Pénitencier de la peur (The Man Who Turned to Stone) de László Kardos
- 1960 : L'Homme à la peau de serpent (The Fugitive Kind) de Sidney Lumet
- 1962 : Miracle en Alabama (The Miracle Worker) d'Arthur Penn
- 1964 : Les Cheyennes (Cheyenne Autumn) de John Ford
- 1968 : Les Complices (Jigsaw) de James Goldstone
- 1969 : L'Or de MacKenna (Mackenna's Gold) de J. Lee Thompson
- 1969 : Qui tire le premier ? (A Time for Dying) de Budd Boetticher
- 1970 : L'Indien (Flap) de Carol Reed
- 1973 : Papillon de Franklin J. Schaffner
- 1980 : La Fureur sauvage (The Mountain Men) de Richard Lang

### À la télévision
- 1959 : Au nom de la loi (Wanted : Dead or Alive), un épisode
- 1962 : Les Incorruptibles (The Untouchables), plusieurs épisodes
- 1963 : Suspicion (The Alfred Hitchcock Hour), un épisode
- 1964-1969 : Le Virginien (The Virginian), cinq épisodes
- 1966 : Bonanza, deux épisodes
- 1966 : Au cœur du temps (Time Tunnel), épisode 23 L'Île de l'homme mort (Pirates of Deadman's Island)
- 1967 : L'Homme de fer (Ironside), un épisode
- 1969-1971 : Mannix, deux épisodes
- 1974 : Kung Fu, un épisode
- 1977 : Voyage dans l'inconnu, un épisode

## Théâtre à Broadway
(comme acteur, sauf mention contraire)
- 1943-1945 : La Seconde Madame Carroll (The Two Mrs. Carrolls) de Martin Vale, avec Elisabeth Bergner, Philip Tonge, Irene Worth (adaptée au cinéma en 1947)
- 1944-1945 : The Perfect Marriage de (et mise en scène par) Samson Raphaelson, décors d'Oliver Smith, avec Helen Flint, Miriam Hopkins
- 1945 : Therese de Thomas Job, d'après Thérèse Raquin d'Émile Zola, avec Dame May Whitty
- 1946-1947 : 
  - Henri VIII (King Henry VIII) de William Shakespeare, avec Walter Hampden, Eli Wallach, Efrem Zimbalist Jr.
  - John Gabriel Borkman d'Henrik Ibsen, adaptée par Eva Le Gallienne, avec Ernest Truex
  - A Pound on Demand de Seán O'Casey, avec Ernest Truex (comme metteur en scène)
  - Androclès et le lion (Androcles and the Lion) de George Bernard Shaw, avec June Duprez, Ernest Truex, Eli Wallach, Efrem Zimbalist Jr.
- 1947 : Yellow Jack de Sidney Howard, mise en scène par Martin Ritt, avec Eli Wallach, Efrem Zimbalist Jr.
- 1950 : Le Disciple du Diable (The Devil's Disciple) de George Bernard Shaw, avec Maurice Evans, Marsha Hunt